# Dynt
Dynt (tysk: Dünth) er en landsby på halvøen Broager Land i Sønderjylland, beliggende 2 km nordvest for Skelde, 3 km sydøst for Broager og 13 km sydvest for Sønderborg. Den hører til Sønderborg Kommune og ligger i Region Syddanmark.
Dynt hører til Broager Sogn. Broager Kirke ligger i Broager.

## Faciliteter
Foreningen "Dynthuset" udlejer forsamlingshuset Dynthuset.

## Historie
Ved Dynt Strand tog den preussiske hær opstilling forud for stormen på Dybbøl 18. april 1864.

### Dynt Mølle
På bakken nordvest for landsbyen ligger resterne af Dynt Mølle. Den var oprindeligt en stubmølle, men blev i 1831 erstattet af en mølle af hollandsk type med overmølle af træ. Den havde sin storhedstid i slutningen af 1800-tallet. Vingerne blev taget ned i 1938, hvor møllen gik over til dieseldrift. Den var stadig i drift i 1950'erne.

### Dynt Skole
Dynt Skole blev oprettet i 1904. Indtil da gik børnene i skole i Skelde eller Broager. Skolen blev nedlagt i 1950.

### Broagerbanen
Dynt havde jernbanestation på Broagerbanen, der gik mellem Vester Sottrup og Skelde 1910-32. I 1920'erne blev stationen nedrykket til billetsalgssted. Stationsbygningen er bevaret på Krammarksvej 20. Herfra går Banestien på banens tracé 1½ km mod nordvest til Broager. Mod sydøst er banetracéet bevaret på yderligere 1 km, men vanskeligere tilgængeligt.